# Rafael Martínez de la Torre
Rafael Martínez de la Torre (nació en abril de 1828 en la ciudad de Teziutlán, Puebla, y murió el 25 de noviembre de 1876) fue un abogado mexicano, regidor del Ayuntamiento de México y diputado al Congreso de la Unión, en donde destacó como orador parlamentario. De pensamiento conservador, hizo una vehemente defensa por la vida del emperador Maximiliano. Sus discursos y defensas pueden verse en el Diario de los Debates de 1855 a 1870 ya que fue elegido diputado varias veces. La ciudad de Martínez de la Torre (Veracruz) lleva su nombre. Él fue quien donó los terrenos de su propiedad donde se constituyó la cabecera de ese municipio así como el de San Rafael (Veracruz) en el mismo Estado.

## Biografía
Hijo de Francisco Martínez y de Ignacia de la Torre. En 1838 pasó a estudiar al Seminario Conciliar Palafoxino de Puebla donde estudió Filosofía y luego al Colegio de San Ildefonso donde se recibió de abogado en 1849. Estableció un despacho en la capital de la República con mucho éxito. Aceptó los cargos de regidor y diputado. Como regidor del Ayuntamiento de México inició el ensanche de la capital como en la colonia Buenavista. Fue pionero de los negocios inmobiliarios al adquirir varias haciendas en torno a la ciudad hacia 1870 y levantó prospecciones en terrenos de oriente a poniente para después ser vendidos como fraccionamientos.
Se opuso resueltamente a la expulsión de las Hermanas de la Caridad. Produjo discursos que lo conceptuaron como uno de los mejores oradores parlamentarios ante el Congreso. Fue uno de los defensores del depuesto Emperador Maximiliano quien personalmente lo felicitó durante su proceso ante el Consejo Ordinario de Guerra que finalmente lo juzgó y ejecutó. Por su parte, el Emperador de Austria Francisco José I, hermano de Maximiliano, le obsequió una vajilla de plata valuada en 18 mil pesos, ya que no quiso cobrar honorarios por su defensa.
El memorándum "Sobre el proceso del Archiduque Fernando Maximiliano de Austria" escrito por él, está impreso en un libro publicado en 1867 por la imprenta F. Díaz de León y S. White de la Ciudad de México.
Murió el 25 de noviembre de 1876 , pocos días antes de la llegada al poder del general Porfirio Díaz después de derrocar al presidente constitucional Sebastián Lerdo de Tejada mediante un golpe de Estado.